# Walter Taylor Bridge
Le Walter Taylor Bridge est un pont suspendu qui traverse le fleuve Brisbane entre les quartiers de Indooroopilly et Chelmer de la ville de Brisbane dans l'État australien du Queensland. Il est destiné au trafic automobile et piétonnier et porte le nom de son maître d'œuvre visionnaire, Walter Taylor.
Parmi les ponts de la ville, cet ouvrage a la particularité d'abriter des logements dans ces deux tours. Ils ont été occupés jusqu'en 2010, date à laquelle les derniers membres des familles des ouvriers ayant construit le pont ont déménagé. 
- (en) Cet article est partiellement ou en totalité issu de l’article de Wikipédia en anglais intitulé « Walter Taylor Bridge » (voir la liste des auteurs).

## Lien
(fr) Fiche technique sur Structurae